# Tamara Biełkina
Tamara Alaksiejeuna Biełkina (biał. Тамара Аляксееўна Белкіна, ros. Тамара Алексеевна Белкина, Tamara Aleksiejewna Biełkina; ur. 14 października 1952 w Mohylewie) – białoruska działaczka państwowa i polityk, w latach 2008–2012 deputowana do Izby Reprezentantów Zgromadzenia Narodowego Republiki Białorusi IV kadencji.

## Życiorys
Urodziła się 14 października 1952 roku w mieście Mohylew, w obwodzie mohylewskim Białoruskiej SRR, ZSRR. Ukończyła Mohylewski Państwowy Instytut Pedagogiczny im. A. Kulaszoua. Pracę zaczęła jako starsza opiekunka pionierów w Szkole Średniej Nr 4 w Mohylewie. Następnie pracowała jako korespondentka rejonowej gazety „Iskra” w Czausach, główna redaktor gazety miejskiej „Wieczernyj Mogilew”, główna specjalistka Urzędu ds. Terytorium, główna inspektor na obwód mohylewski Głównego Urzędu Polityki Kadrowej, główna inspektor na obwód mohylewski Administracji Prezydenta Republiki Białorusi, naczelnik Głównego Urzędu Stosunków Międzyparlamentarnych Sekretariatu Zgromadzenia Parlamentarnego Związku Białorusi i Rosji, pierwsza sekretarz Ambasady Republiki Białorusi w Federacji Rosyjskiej w Krasnodarze, główna doradczyni-inspektor, główna doradczyni przewodniczącego Mińskiego Obwodowego Komitetu Wykonawczego, naczelnik Wydziału ds. Ideologicznych Państwowej Agencji Zabezpieczenia Materialno-Technicznego Urzędu Spraw Prezydenta Republiki Białorusi.
27 października 2008 roku została deputowaną do Izby Reprezentantów Białorusi IV kadencji z Krzyczewskiego Okręgu Wyborczego Nr 83. Od 31 października 2008 roku pełniła w niej funkcję członkini Stałej Komisji ds. Międzynarodowych i Stosunków z WNP. Od 13 listopada 2008 roku była członkinią Narodowej Grupy Republiki Białorusi w Unii Międzyparlamentarnej. Jej kadencja w Izbie Reprezentantów zakończyła się 18 października 2012 roku.